# أليكس روسي
أليكس روسي (بالبرتغالية: Alex Sandro Rossi‏) (22 أبريل 1968 في البرازيل - ) هو لاعب كرة قدم برازيلي في مركز الهجوم. لعب مع الجامعي دي بيرو وروزاريو سنترال ونادي أفاي لكرة القدم ونادي إنترناسيونال ونادي ساو كايتانو ونادي كورينثيانز.

## وصلات خارجية
- أليكس روسي على موقع قاعدة بيانات كرة القدم.إي يو (الإنجليزية)
- أليكس روسي على موقع عالم كرة القدم.نت (الإنجليزية)